# Palência
Palência ou Palença (em castelhano: Palencia) é um município da Espanha na província de Palência, comunidade autónoma de Castela e Leão. Tem 94,95 km² de área e em 2021 tinha 77 090 habitantes (densidade: 811,9 hab./km²).
Era conhecida como Pallantia durante o período romano.

## Demografia
| Variação demográfica do município entre 1991 e 2004 | Variação demográfica do município entre 1991 e 2004 | Variação demográfica do município entre 1991 e 2004 | Variação demográfica do município entre 1991 e 2004 |
| --------------------------------------------------- | --------------------------------------------------- | --------------------------------------------------- | --------------------------------------------------- |
| 1991                                                | 1996                                                | 2001                                                | 2004                                                |
| 77863                                               | 78831                                               | 79797                                               | 81207                                               |